# Zig (linguaggio di programmazione)
Zig è un linguaggio di programmazione imperativo general purpose.
Ideato come alternativa moderna al C e parzialmente ispirato a Rust, Zig include diverse funzionalità a basso livello (come puntatori, packed structs, interi di dimensione arbitraria). Zig è un linguaggio compilato e fa uso di tipizzazione statica, con inferenza di tipi, tipi generici, e riflessione.
Il compilatore Zig è software libero distribuito sotto licenza MIT. È un compilatore self-hosting, essendo implementato in Zig e C++, e usa LLVM come back-end. Il compilatore Zig permette anche la generazione di codice C e C++ (Nim supporta l'uso di Zig come back-end per la generazione di codice in questi linguaggi).

## Esempi

### Hello World
```
// zig version 0.6

const
 
std
 
=
 
@import
(
"std"
);

pub
 
fn
 
main
()
 
!
void
 
{

    
const
 
stdout
 
=
 
std
.
io
.
getStdOut
().
outStream
();

    
try
 
stdout
.
print
(
"Hello, {}!
\n
"
,
 
.{
"world"
});

}

```

### Lista concatenata
```
fn
 
LinkedList
(
comptime
 
T
:
 
type
)
 
type
 
{

    
return
 
struct
 
{

        
pub
 
const
 
Node
 
=
 
struct
 
{

            
prev
:
 
?*
Node
,

            
next
:
 
?*
Node
,

            
data
:
 
T
,

        
};

        
first
:
 
?*
Node
,

        
last
:
  
?*
Node
,

        
len
:
   
usize
,

    
};

}

pub
 
fn
 
main
()
 
void
 
{

    
var
 
node
 
=
 
LinkedList
(
i32
).
Node
 
{

        
.
prev
 
=
 
null
,

        
.
next
 
=
 
null
,

        
.
data
 
=
 
1234
,

    
};

    
var
 
list
 
=
 
LinkedList
(
i32
)
 
{

        
.
first
 
=
 
&
node
,

        
.
last
 
=
 
&
node
,

        
.
len
 
=
 
1
,

    
};

}

```